# Assassí (pel·lícula)
Assassí (títol original:  Control) és una pel·lícula estatunidenca dirigida per Tim Hunter, estrenada l'any 2004. Ha estat doblada al català.

## Argument
Condemnat a pena de mort després d'horribles homicidis, Lee Ray Oliver (Ray Liotta), un sanguinari assassí, serà executat per injecció letal. Però veu una segona oportunitat a la vida per esdevenir el conillet d'índies d'un programa ultra secret. L'objectiu de l'experiència és provar una nova droga que permetria eliminar l'agressivitat dels delinqüents. El inventor de la droga Anagress, el Dr. Michael Copeland (Willem Dafoe), és l'encarregat de supervisar la transformació de un violent criminal en un ésser diferent i útil.
Un cop lliure i amb una nova identitat, Lee Ray comença una nova vida que inclou la captivadora Teresa (Michelle Rodríguez). Però el passat torna implacable i inexorable per passar-li factura.

## Repartiment
- Ray Liotta: Lee Ray Oliver
- Willem Dafoe: el doctor Michael Copeland
- Michelle Rodríguez: Teresa
- Stephen Rea: el doctor Arlo Penner
- Polly Walker: Barbara Copeland
- Kathleen Robertson: Eden Ross
- Tim DeKay: Bill Caputo
- Mark Pickard: Gary Caputo
- Stewart Alexander: Powell
- Glenn Wrage: Gibson
- Ivan Kaye: Norton
- Mark Letheren: Villard
- Anthony Warren: Brock
- Raicho Vasilev: Vlas
- Mac McDonald: Warden
- Leroy Golding: Ralph

## Al voltant de la pel·lícula
- El rodatge va tenir lloc a Bulgària del 24 d'agost al 8 d'octubre de 2003.
- El paper de Lee Ray Oliver, interpretat per Ray Liotta, inicialment estava previst per a l'actor Matt Dillon.
- En la seqüència d'obertura, es pot veure un tatuatge amb el lema "Karsen", que resulta ser el nom del fill de Ray Liotta a la vida real.